# John Rutsey
John Rutsey (Ontario, 23 luglio 1952 – Toronto, 11 maggio 2008) è stato un batterista canadese, conosciuto per essere stato uno dei membri fondatori del gruppo rock Rush assieme ad Alex Lifeson e Jeff Jones, quest'ultimo rimpiazzato quasi immediatamente da Geddy Lee.
Ha suonato nella band dalla primavera del 1968 fino a luglio del 1974 esibendosi dal vivo e registrando il singolo Not Fade Away/You Can't Fight It e l'omonimo album di debutto Rush. I motivi del suo abbandono furono legati principalmente a divergenze stilistiche ma anche ai suoi problemi di diabete, che non gli avrebbero permesso di sostenere il tour statunitense di supporto all'album.
Proprio per tali ragioni fu sostituito da Neil Peart, il quale fece il suo primo concerto con la band il 14 agosto 1974.
L'ultima performance di Rutsey con i Rush fu invece quella del 26 luglio 1974 presso Acton, eseguita nel corso del primo tour del gruppo. 
John Rutsey si dedicò anche alla stesura dei testi delle prime composizioni originali del gruppo; tuttavia essendo poco sicuro della qualità del suo operato si disfò dei versi delle canzoni, costringendo il compagno di gruppo Geddy Lee a comporre frettolosamente le liriche dei brani in vista della imminente registrazione del primo album. L'unico brano nel catalogo della band a portare la firma di Rutsey risulta pertanto essere You Can't Fight It, facciata B del primo singolo pubblicato dal gruppo nel 1973.
Rutsey dopo l'esperienza con i Rush, non ha più militato in altre band e non ha mantenuto visibilità mediatica.
John muore il 11 maggio 2008 nella sua casa di Toronto, per un attacco cardiaco causato dalle complicazioni del diabete.
Dopo la morte gli ex compagni Alex Lifeson e Geddy Lee hanno rilasciato la seguente dichiarazione:
(Rush is a Band: John Rutsey passes away at age 55)